# Ukraine International Airlines
Ukraine International Airlines (ucraïnès: Міжнаро́дні Авіалі́нії Украї́ни; transliterat amb el sistema científic: Mižnarodni Avialiniï Ukraïny; transcrit al català: Mijnarodni Avialíniï Ukraïni; Codi IATA: PS, ICAO: AUI) és una aerolínia estatal amb les seves oficines centrals a Kíiv, Ucraïna. Opera serveis domèstics i internacionals regulars amb passatgers, i transport de càrrega a algunes ciutats d'Europa Occidental. La seva base principal és l'Aeroport Internacional de Boryspil (KBP).

## Història
L'aerolínia va ser establerta l'1 d'octubre de 1992 i va iniciar les seves operacions el 25 de novembre d'aquest mateix any. Va ser una de les primeres joint ventures amb capital estranger en Ucraïna, i va ser la primera aerolínia de la CEI a introduir aeronaus Boeing 737 noves. Els originals accionistes van ser l'Associació Ucraïnesa d'Aviació Civil i Guinness Peat Aviation, una companyia irlandesa de lloguer d'aeronaus.
El 1996, Austrian Airlines i Swissair van passar a ser accionistes, invertint 9 milions de dòlars en noves accions. El 2000, el Banc Europeu de Reconstrucció i Desenvolupament també es va integrar com accionista, invertint $5,4 milions. Actualment l'aerolínia està en mans d'Austrian Airlines (22,5%), Aer Cap (6%), EBRD (9,9%) i el Fons de Propietat de l'Estat d'Ucraïna (61,6%). El seu ambiciós pla de creixement que va incloure l'expansió cap a Europa Oriental i Amèrica del Nord va ser neutralitzat per la ràpida expansió de la seva rival domèstica, la privada Aerosvit Airlines. Quan les rutes estaven per ser llançades, generalment ja havien estat introduïdes pel seu agressiu competidor, pel que Ukraine International Airlines va haver de concentrar-se en les seves principals destinacions a l'Europa occidental.

## Destinacions

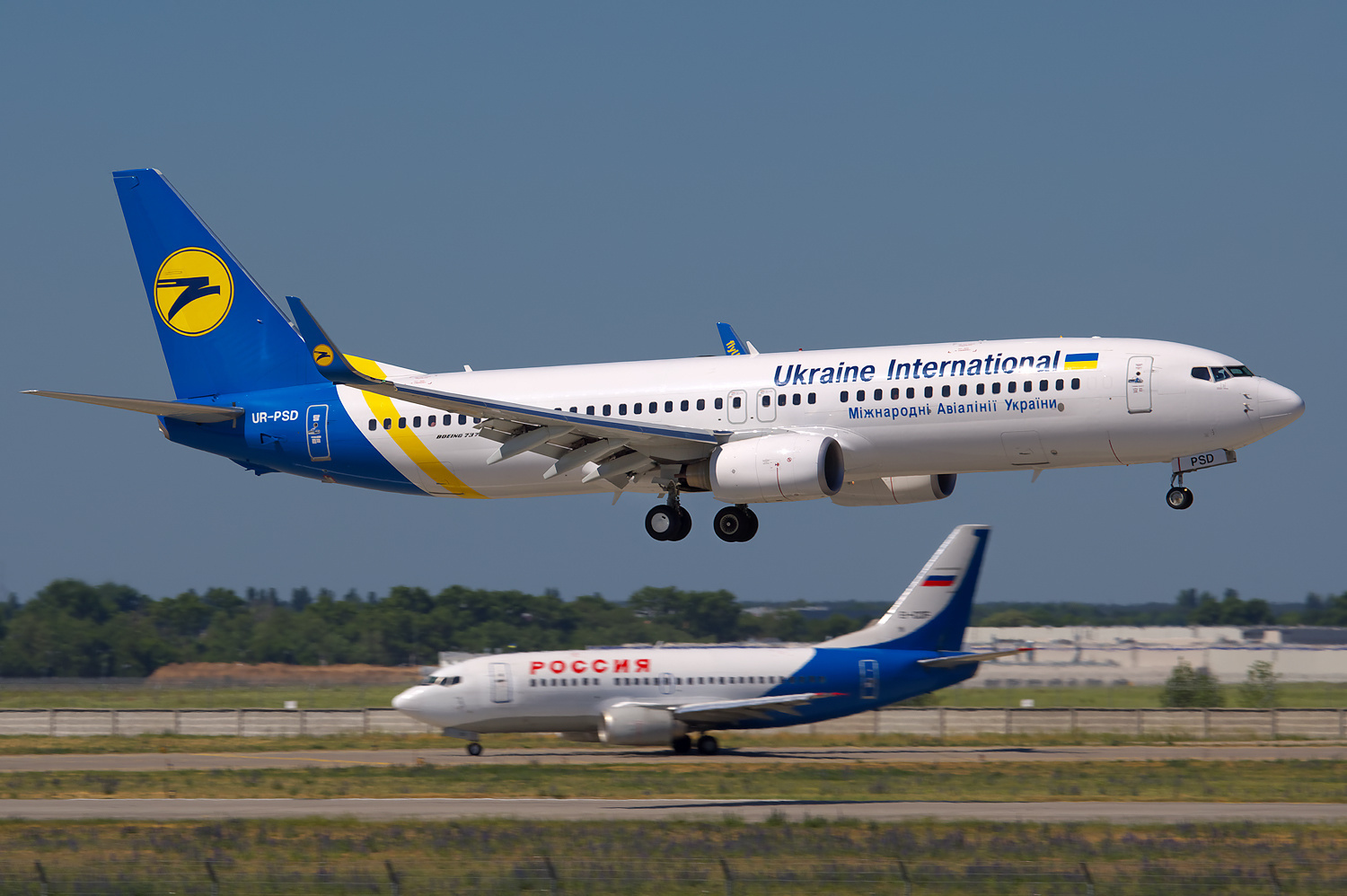
Ukraine International Airlines Boeing 737-800 landing at Boryspil Airport.

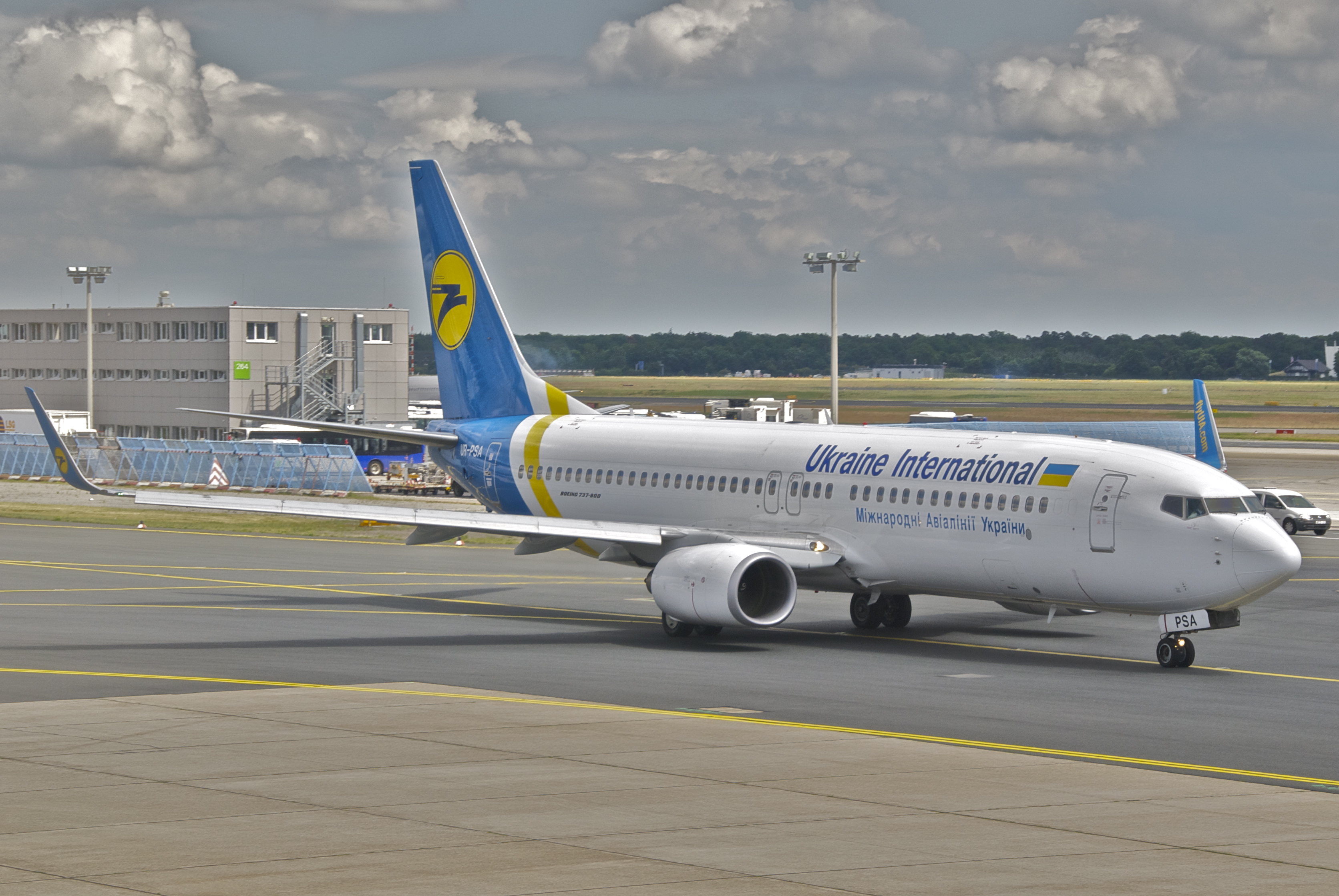
Ukraine International Airlines Boeing 737-800.

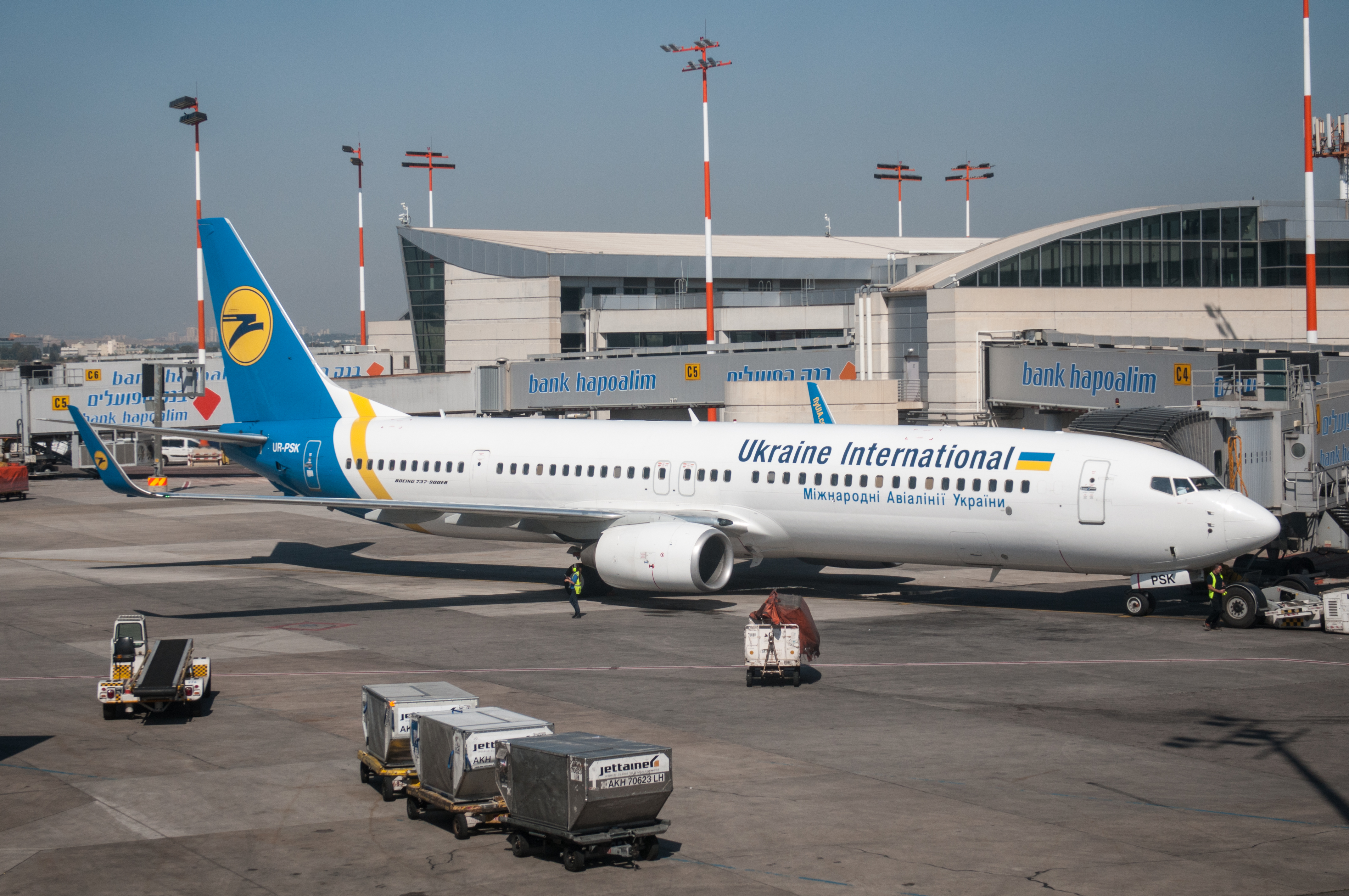
Boeing 737 a Tel-Aviv, Israel

Ukraine International Airlines opera els següents serveis (a desembre de 2006): 

### Vols domèstics
- Kíiv (Aeroport Internacional de Borýspill)
- Lviv (Aeroport Internacional de Lviv)
- Simferòpol (Aeroport de Simferòpol)
- Odessa (Aeroport d'Odessa)

### Europa
- Amsterdam (Aeroport de Schiphol)
- Barcelona (Aeroport de Barcelona-El Prat)
- Berlín (Aeroport de Berlín-Tegel)
- Brussel·les (Aeroport de Brussel·les-Zaventem)
- Copenhaguen (Aeroport de Copenhaguen-Kastrup)
- Frankfurt (Aeroport Internacional de Frankfurt)
- Hèlsinki (Aeroport de Hèlsinki-Vantaa)
- Lisboa (Aeroport de Portela)
- Londres (Aeroport de Londres-Gatwick)
- Londres (Aeroport de Londres-Heathrow)
- Madrid (Aeroport de Madrid-Barajas)
- Milà (Aeroport de Milà-Malpensa)
- París (Aeroport de París-Charles de Gaulle)
- Roma (Aeroport de Roma-Fiumicino)
- Viena (Aeroport Internacional de Viena)
- Zúric (Aeroport Internacional de Zuric)

### Àsia
- Tbilisi (Aeroport Internacional de Tbilisi)
- Kuwait
- Dubai